# Sándor Pósta
Sándor Pósta (n. 25 septembrie 1888, Pánd, Districtul Monor, Țările Coroanei Sfântului Ștefan, Ungaria – d. 4 noiembrie 1952, Budapesta, Republica Populară Ungară) a fost un scrimer maghiar care a practicat floreta și sabia. A câștigat trei medalii olimpice la Jocurile Olimpice de vară din 1924, inclusiv aurul la sabie individual.

## Carieră
A crescut în Baja. A început să practice scrima de performanță în timpul ce urma studii de medicină la Universitatea Franz Josef din Cluj. Cariera sa a fost întreruptă de Primul Război Mondial. Rănit la șold, a trebuit să fac terapie fizică pentru a se întoarce pe planșă. Încurajat de maestrul italian Italo Santelli, a câștigat  de două ori campionatul maghiar la sabie. 
A fost sprijinit financiar de asociația de studenți și foști studenți a Gimnasiului III Béla din Baja pentru deplasare la Olimpiada din 1924 de la Paris, unde a obținut medalia de aur la sabie individual, argintul la sabie pe echipe și bronzul la floretă pe echipe. După Jocurile de la Paris a trebuit să abandoneze statutul de amator pentru a rambursa împrumutul acordat de Baja.
Era foarte superstițios, iar refuza să vorbească cu oricine său să fie fotografiat la o competiție. După ce a câștigat proba de sabie de la Paris a fugit jurnaliști. Când unul a bătut la ușa camerei de hotel pentru să solicite o declarație, i-a dat o carte sub care era scris: „Am câștigat Jocurile Olimpice. Asta este declarația mea.”